# Solidago juliae
Solidago juliae là một loài thực vật có hoa trong họ Cúc. Loài này được G.L.Nesom miêu tả khoa học đầu tiên năm 1989.